# Apera triaristata
Apera triaristata är en gräsart som beskrevs av Dogan. Apera triaristata ingår i släktet kösor, och familjen gräs. Inga underarter finns listade i Catalogue of Life.